# Новента ди Пјаве
Новента ди Пјаве (итал. Noventa di Piave) је насеље у Италији у округу Венеција, региону Венето.
Према процени из 2011. у насељу је живело 5154 становника. Насеље се налази на надморској висини од 5 м.

## Становништво
Према резултатима пописа становништва 2011. у општини је живело 6.843 становника.
| 1931. | 1936. | 1951. | 1961. | 1971. | 1981. | 1991. | 2001. | 2011. |
| ----- | ----- | ----- | ----- | ----- | ----- | ----- | ----- | ----- |
| 6.062 | 6.208 | 6.330 | 5.478 | 5.039 | 5.346 | 5.733 | 5.952 | 6.843 |